# رعد القلعة (تأثير صوتي)
رعد القلعة (بالإنجليزية: Castle Thunder)‏ تأثير صوتي يمثل هَزيم صاعقة رعدية أثناء عاصفة. تم تسجيله في الأصل لفيلم فرانكنشتاين، واستعمل بعد ذلك في عدة أفلام، برامج تلفزية، وإعلانات.

## تاريخ
بعد استعمال رعد القلعة في فرانكنشتاين استعمل في عدة أفلام تمتد من الثلاثينات إلى الثمانينات، ومن بينها «المواطن كين» (1941)، «بامبي» (1942)، «فرانكنشتاين الصغير» (1974)، «حرب النجوم» (1977)، «صائدو الأشباح» (1984)، «العودة إلى المستقبل» (1985)، «مشاكل كبيرة في الصين الصغيرة» (1986). استعمال التأثير في السنوات الأخيرة نقص لأن جودة التسجيل التناظري الأصلي ليست مواكبة للميكسات الصوتية المعاصرة.
يظهر التأثير في كرتونات ديزني، بيناتس، وهانا-باربيرا للإنتاج مثل سلسلة رسوم سكوبي دو المتحركة الأصلية. يمكن أيضا سماعه في المنازل المسكونة بالمدن الترفيهية لشركة ديزني.
يمكن إيجاد الصوت في بعض مكتبات المؤثرات الصوتية التي توزعها ساوند آيدياز (مثل مكتبة نيتوورك للمؤثرات الصوتية، مكتبة فوكس للمؤثرات الصوتية للقرن 20، ومكتبة هانا-باربيرا للمؤثرات الصوتية)